# Debeli Lug (Majdanpek)
Debeli Lug (Servisch cyrillisch Дебели Луг) is een plaats in de Servische gemeente Majdanpek. De plaats telt 458 inwoners (2002).